# 2Be3
2Be3 — французский бойзбенд, выступавший в 1996—2001 годах. Приобрёл большую популярность во Франции как аналог британских групп схожего стиля Take That и Worlds Apart.

## История
Группу основали в 1996 году три уроженца парижского округа Лонжюмо: Филип Николик (Николич), Адель Кашерми и Франк Делей. Группа выпустила три студийных альбома за свою карьеру и множество различных сборников. Её название было игрой слов, поскольку могло читаться как «to be free» (быть свободными) и «to be three» (быть втроём). Группа выпускала свой репертуар именно на французском языке (кроме англоязычного сингла Excuse My French, выпущенного в Майами продюсером Дезмондом Чайлдом).
В 1997 году группа начала снимать собственный телесериал «Быть свободными» (фр. Pour être libre) продолжительностью 40 серий, выходивший на TF1. 2Be3 дала серию концертов, в том числе большой концерт во дворце спорта Берси в 1997 году, а также прославилась песней «Toujours là pour toi» — кавером на «Never Gonna Give You Up» Рика Эстли.
В 2000 году 2Be3 гастролировали по Франции, Германии, Великобритании, Швейцарии, Бельгии и Югославии. В 2001 году они провели турне по Азии с альбомом «Excuse My French», и после этого группа распалась, поскольку участники предпочли заняться сольной карьерой.

## После распада
- Филип Николик после распада снялся в фильме «Саймон Сез» с Деннисом Родманом в главной роли, выступал во французской версии шоу «Survivor» со звёздами в 2006 году. а позже снимался в телесериале «Наварро». Его жизнь оборвалась 16 сентября 2009 года, когда он скоропостижно скончался от сердечного приступа, вызванного возможной передозировкой снотворного.
- Адель Кашерми работал в Театре Елисейских Полей, но позже ушёл в бизнес. Он является владельцем нескольких компаний, занимающихся частными рейсами.
- Франк Делей сделал сольную и театральную карьеру, выступая с различными концертами во Франции. Участник различных музыкальных программ на французском телевидении.

## Дискография

### Альбомы
| Год  | Альбом                               | FR | BE | Продано                          |
| ---- | ------------------------------------ | -- | -- | -------------------------------- |
| 1997 | Partir un jour - Переиздан через год | 2  | 3  | France: 3 x платиновый (780,000) |
| 1997 | Remix Collector                      | -  | -  |                                  |
| 1998 | 2 Be 3                               | 4  | 6  | France: 2 x золотой (160,000)    |
| 1999 | Bercy 98                             | 38 | -  | France: 30,000                   |
| 2001 | L'Essential                          | -  | -  |                                  |
| 2001 | Excuse My French                     | -  | -  |                                  |

### Синглы
| Год  | Сингл                  | FR | BE | Продано во Франции   |
| ---- | ---------------------- | -- | -- | -------------------- |
| 1996 | «Partir un jour»       | 2  | 4  | Золотой (250,000)    |
| 1997 | «Toujours là pour toi» | 4  | 12 | Золотой              |
| 1997 | «Donne»                | 8  | 19 |                      |
| 1997 | «La salsa»             | 7  | 11 | Золотой              |
| 1997 | «Pour être libre»      | 15 | 17 |                      |
| 1998 | «Don’t Say Goodbye»    | 14 | 22 | Серебряный (125,000) |
| 1998 | «Regarde-moi»          | 27 | -  |                      |
| 2000 | «Excuse My French»     | 71 | -  |                      |
| 2000 | «Even If»              | -  | -  |                      |